# Up&Up
Up&Up è un singolo del gruppo musicale britannico Coldplay, pubblicato il 22 aprile 2016 come terzo estratto dal settimo album in studio A Head Full of Dreams.

## Descrizione
Brano conclusivo dell'album, Up&Up è caratterizzato dal coro del ritornello, a cui hanno partecipato quasi tutti gli artisti che hanno collaborato con il gruppo dell'album, tra cui Beyoncé, Brian Eno e i figli dei quattro musicisti. Nell'album è inoltre presente la partecipazione del chitarrista e cantante Noel Gallagher, il quale esegue il secondo assolo di chitarra (omesso nella versione radiofonica del singolo). Dal lato musicale, si tratta di un brano pop caratterizzato da un base hip hop e un ritornello gospel.

## Video musicale
Il video, realizzato da Vania Heymann e Gal Muggia, è stato reso disponibile il 16 maggio attraverso il canale YouTube del gruppo; in esso appaiono diverse situazioni oniriche e gulliveriane, con gli stessi musicisti che risultano sproporzionati rispetto all'ambiente circostante.

## Tracce
Download digitale
1. Up&Up (Radio Edit) – 3:58

Download digitale – remix
1. Up&Up (Freedo Remix) – 3:30

## Formazione
Gruppo
- Chris Martin – voce, pianoforte, arrangiamento
- Jonny Buckland – chitarra, arrangiamento
- Guy Berryman – basso, arrangiamento
- Will Champion – batteria, voce, arrangiamento

Altri musicisti
- Rik Simpson – voce e strumentazione aggiuntiva
- Beyoncé, Merry Clayton, Annabelle Wallis – voci
- Stargate – strumentazione aggiuntiva, arrangiamento
- Noel Gallagher – chitarra
- Nico Berryman, Jonah Buckland, Violet Buckland, Blue Ivy Carter, Ava Champion, Juno Champion, Marianna Champion, Rex Champion, Aubrey Costall, Harvey Costall, Brian Eno, Elise Eriksen, Hege Fossum Eriksen, Selma Eriksen, Jacob Green, Sophia Green, Daniel Grollo, Finn Grollo, Kat Grollo, Mathilda Grollo, Max Harvey, Rafi Harvey, Idil Hermansen, Isak Hermansen, Alison Martin, Apple Martin – coro
- Moses Martin – coro, tamburello

Produzione
- Stargate – produzione
- Rik Simpson – produzione, missaggio
- Daniel Green – co-produzione, ingegneria del suono aggiuntiva
- Bill Rahko – ingegneria del suono
- Tom Bailey, Robin Baynton, Jaime Sickora, Aleks Von Korff – ingegneria del suono aggiuntiva
- Laurence Anslow, Fiona Cruickshank, Nicolas Essig, Olga Fitzroy, Jeff Gartenbaum, Christian Green, Pablo Hernandez, Phil Joly, Miguel Lara, Matt McGinn, Chris Owens, Roxy Pope, John Prestage,  Kyle Stevens, Derrick Stockwell, Matt Tuggle, Ryan Walsh, Will Wetzel – assistenza tecnica
- Emily Lazar – mastering

## Classifiche
| Classifica (2016)                | Posizione massima |
| -------------------------------- | ----------------- |
| Austria                          | 65                |
| Belgio (Fiandre)                 | 33                |
| Belgio (Vallonia)                | 53                |
| Francia                          | 161               |
| Germania                         | 79                |
| Irlanda                          | 95                |
| Italia                           | 32                |
| Paesi Bassi                      | 65                |
| Regno Unito                      | 71                |
| Stati Uniti (alternative)        | 22                |
| Stati Uniti (rock & alternative) | 30                |
| Svizzera                         | 32                |